# It Don't Mean a Thing (If It Ain't Got That Swing)

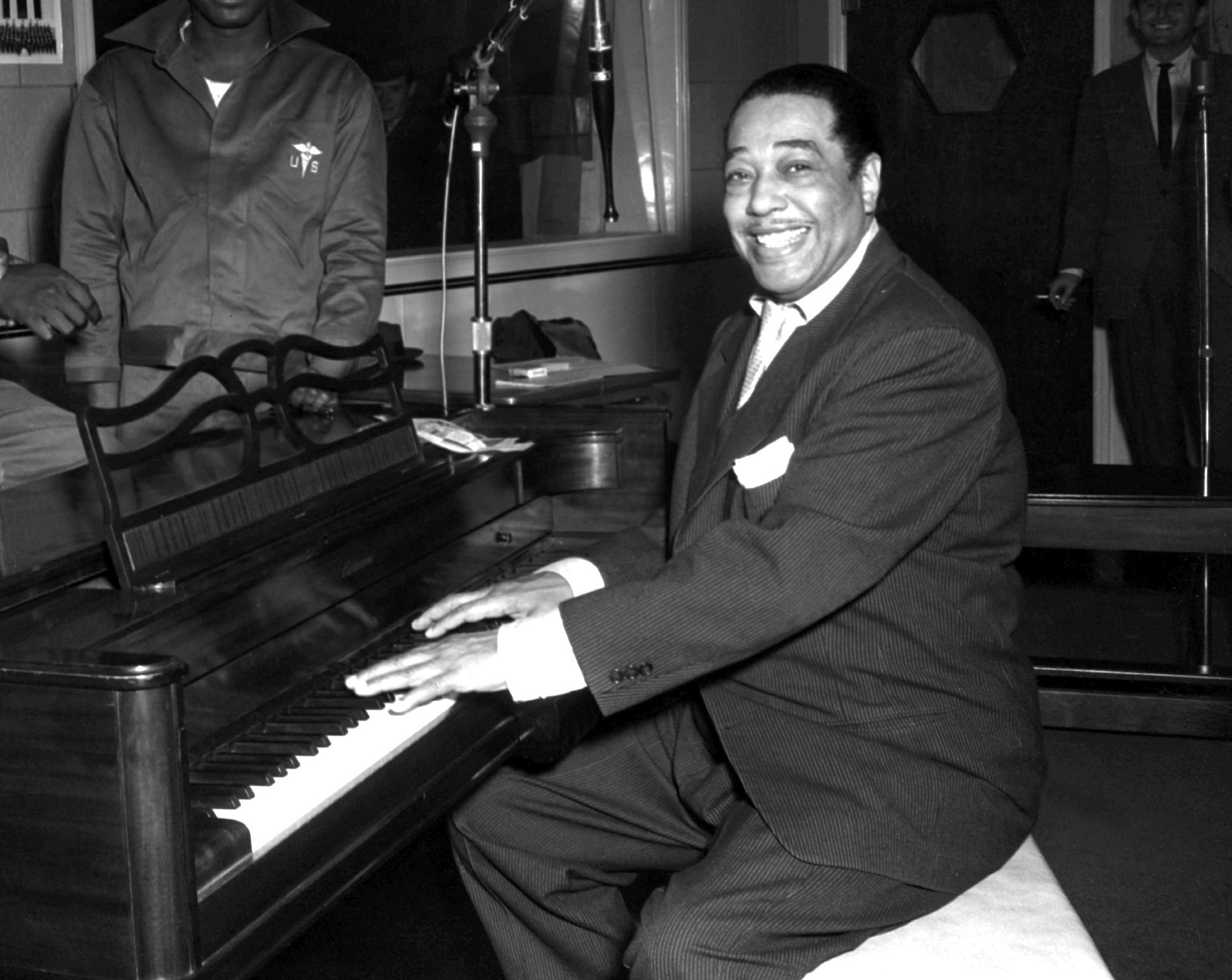
Duke Ellington, posa con su piano en KFG Radio Studio.

"It Don't Mean a Thing (If It Ain't Got That Swing)" es una composición de jazz de Duke Ellington, con letra de Irving Mills, una colaboración que también produjo otros estándares del jazz como "Mood Indigo" y "Sophisticated Lady". Fue grabada el 2 de febrero de 1932, por Ellington y su orquesta, con la cantante Ivie Anderson, para Brunswick Records (Br 6265). Alcanzó el puesto número 6 en la lista de ventas.